# Celje

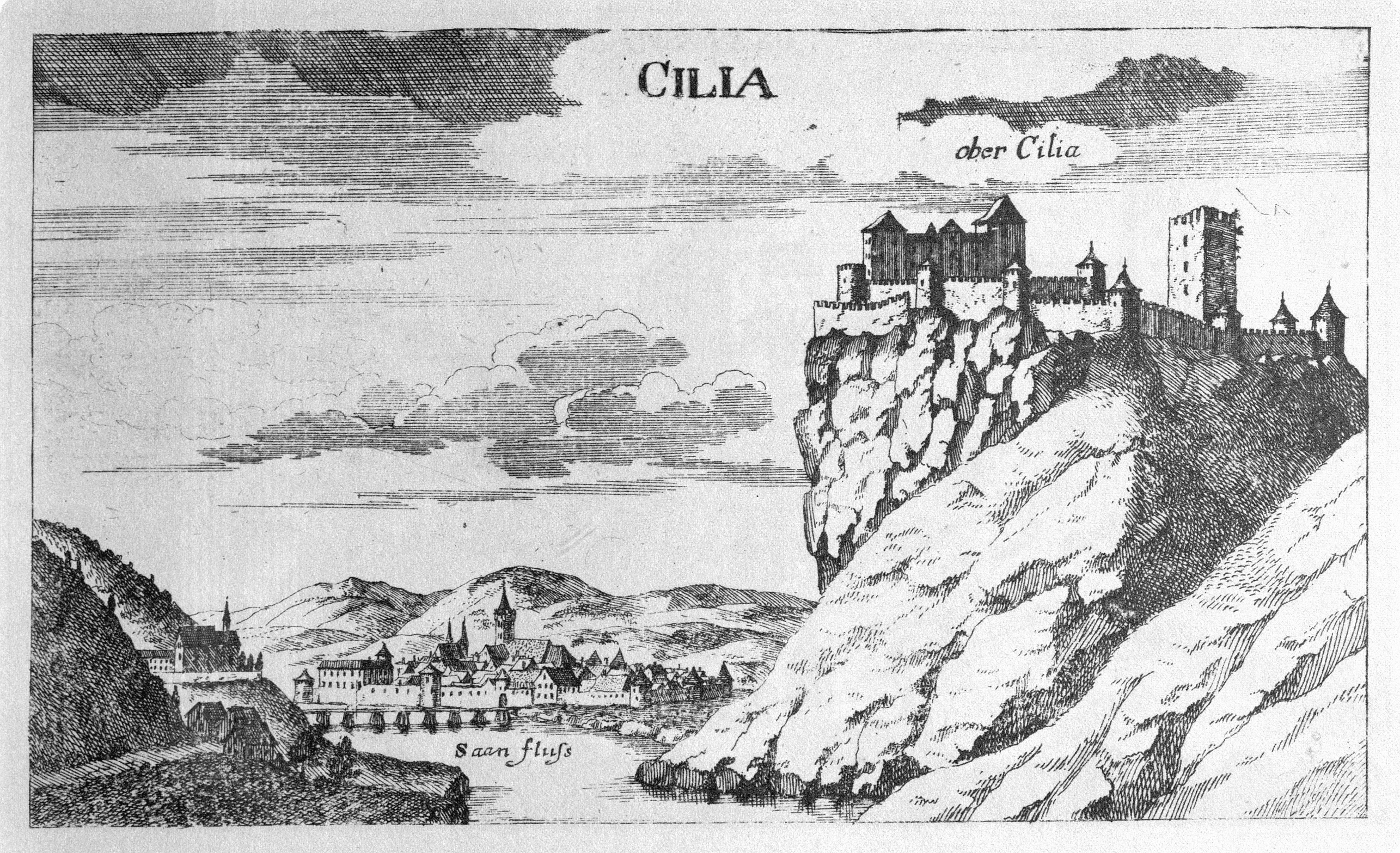
Cilli, Georg Matthäus Vischer, Topographia Ducatus Stiriae, Graz 1681

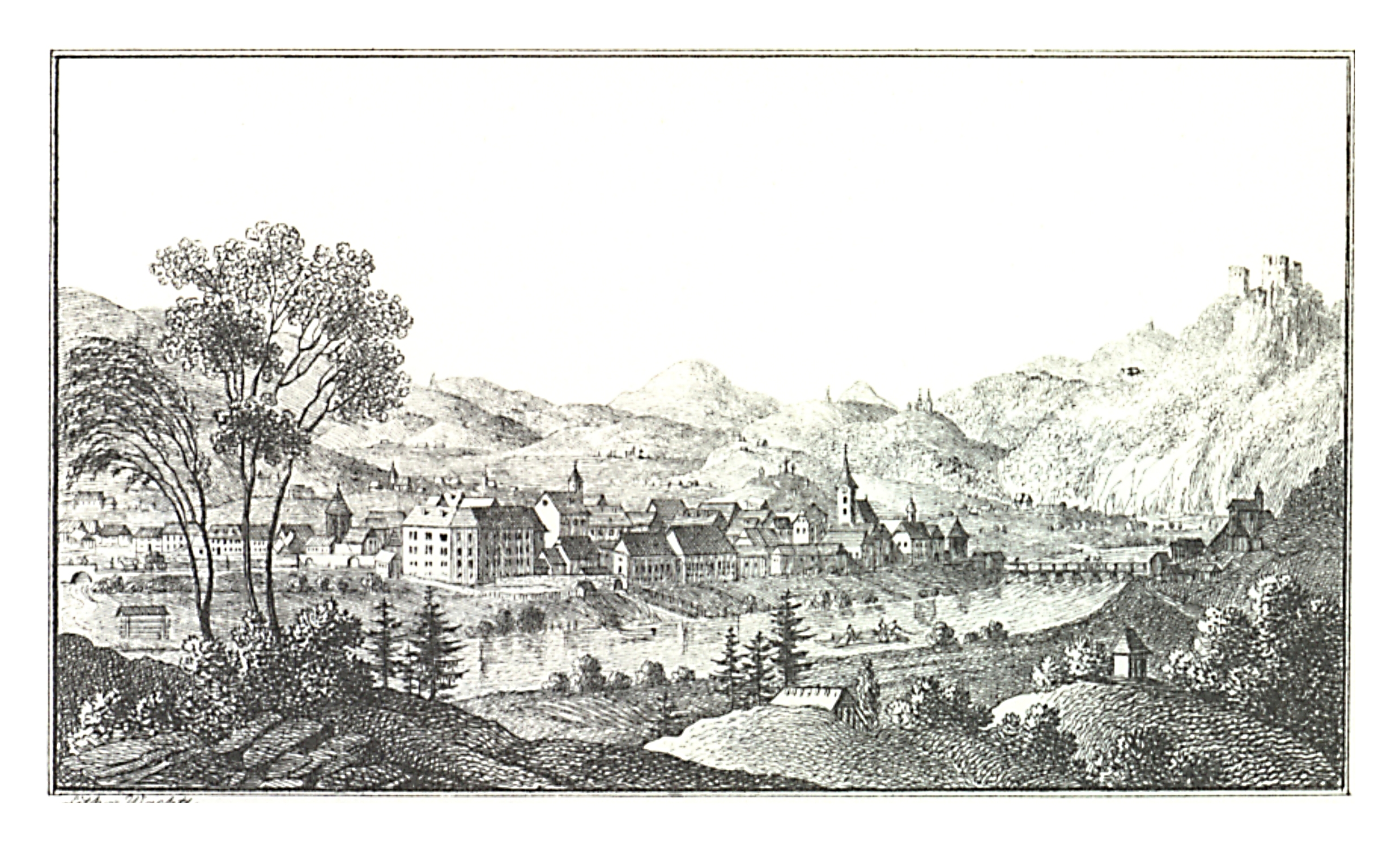
Celje, 1830 - Lith. Kaiser, Graz

Celje (, em alemão:  Cilli, pronúncia em alemão: [ˈt͡sɪli] (escutarⓘ)) é a quarta maior cidade da Eslovênia. É um centro regional da tradicional região eslovena da Estíria e sede administrativa da Município da Cidade de Celje (em esloveno:  Mestna občina Celje). A cidade de Celje está localizada abaixo do Castelo Superior de Celje na confluência dos rios Savinja, Hudinja, Ložnica, e Voglajna no vale inferior do Rio Savinja, e na interseção das estradas que ligam Liubliana, Maribor, Velenje, e o Vale Central do Sava. Fica a 238 m (780 pé) acima do nível médio do mar (NMM).

## Nome
Celje era conhecida como Celeia durante o período romano. As primeiras menções do nome durante ou após o assentamento eslavo incluem Cylia em 452, ecclesiae Celejanae em 579, Zellia em 824, in Cilia em 1310, Cilli em 1311 e Celee em 1575. O nome proto-esloveno *Ceľe ou *Celьje, do qual se desenvolveu o moderno esloveno Celje, foi emprestado do latim vulgar Celeae. O nome é de origem pré-romana e sua etimologia adicional é incerta. No dialeto local esloveno, Celje é chamada Cjele ou Cele. Em alemão é chamada de Cilli, e em italiano é conhecida como Cilli ou Celie.

## História

### História Antiga
O primeiro assentamento na área de Celje surgiu durante a era de Hallstatt. O assentamento era conhecido nos tempos celtas e pelos historiadores gregos antigos como Kelea; descobertas sugerem que os Celtas cunhavam moedas Nóricas na região.
Uma vez que a área foi incorporada ao Império Romano em 15 a.C., era conhecida como Civitas Celeia. Recebeu direitos municipais em 45 d.C. sob o nome de municipium Claudia Celeia durante o reinado do imperador romano Cláudio (41–54). Registros sugerem que a cidade era rica e densamente povoada, protegida por muralhas e torres, contendo palácios de mármore de vários andares, praças e ruas largas. Era chamada de Troia secunda, a segunda; ou pequena Troia. Uma Estrada romana passava por Celeia, ligando Aquileia à Panônia. Celeia logo se tornou uma florescente Colônia romana, e muitos grandes edifícios foram construídos, como o templo de Marte, que era conhecido em todo o Império. Celeia foi incorporada à Aquileia por volta de 320 sob o imperador romano Constantino (306–337).
A cidade foi arrasada por Tribos eslavas durante o Período de migração dos séculos V e VI, mas foi reconstruída na Alta Idade Média. A primeira menção de Celje na Idade Média foi sob o nome de Cylie na Crônica de Wolfhold von Admont, que foi escrita entre 1122 e 1137. A cidade foi a sede dos Condes de Celje de 1341 a 1456, com Status principesco a partir de 1436. Adquiriu status de Cidade comercial na primeira metade do século XIV e privilégios municipais do Conde Frederico II em 11 de abril de 1451.
Após a extinção dos Condes de Celje em 1456, a região foi herdada pelos Habsburgos da Áustria e administrada pelo Ducado da Estíria. As muralhas da cidade e o fosso defensivo foram construídos em 1473. A cidade se defendeu dos Turcos e em 1515 durante a grande revolta camponesa eslovena contra camponeses, que haviam ocupado o Castelo Velho de Celje.
Muitos nobres locais se converteram ao Protestantismo durante a Reforma Protestante, mas a região foi convertida de volta ao Catolicismo durante a Contrarreforma. Celje tornou-se parte do Império Austríaco durante as Guerras Napoleônicas. Em 1867, após a derrota da Áustria na Guerra Austro-Prussiana, a cidade tornou-se parte da Áustria-Hungria.

### Século XIX
O primeiro serviço ferroviário na linha férrea de Viena-Trieste passou por Celje em 27 de abril de 1846. Em 1895, a escola secundária de Celje, estabelecida em 1808, começou a ensinar em esloveno.
No final do século XIX e início do século XX, Celje foi um centro de nacionalismo alemão, o que teve repercussões para os eslovenos. O censo de 1910 mostrou que 66,8% da população era alemã. Um símbolo disso era o Centro Cultural Alemão (Deutsches Haus), construído em 1906 e inaugurado em 15 de maio de 1907, hoje é o Celje Hall (Celjski dom). O antigo nome alemão da cidade, Cilli, não soava mais alemão o suficiente para alguns moradores alemães, sendo a forma Celle preferida por muitos.
O crescimento populacional foi constante durante este período. Em 1900, Celje tinha 6.743 habitantes e até 1924 isso havia crescido para 7.750. A National Hall (Narodni dom), que hoje abriga a prefeitura e o conselho municipal, foi construída em 1896. A primeira linha telefônica foi instalada em 1902 e a cidade recebeu eletricidade em 1913.
O nacionalismo étnico esloveno e alemão aumentaram durante o século XIX e início do século XX. Com o colapso da Áustria-Hungria em 1918 como resultado da Primeira Guerra Mundial, Celje tornou-se parte do Reino dos Sérvios, Croatas e Eslovenos (mais tarde conhecido como Iugoslávia). Durante este período, a cidade experimentou uma rápida industrialização e um crescimento substancial da população.

### Segunda Guerra Mundial
Celje foi ocupada pela Alemanha Nazista em abril de 1941. A Gestapo chegou em Celje em 16 de abril de 1941 e foram seguidos três dias depois pelo líder da SS, Heinrich Himmler, que inspecionou a prisão Stari pisker. Durante a guerra, a cidade sofreu com bombardeios aliados, direcionados a importantes linhas de comunicação e instalações militares. A National Hall foi gravemente danificada.
O saldo da guerra sobre a cidade foi pesado. A cidade (incluindo cidades próximas) tinha uma população pré-guerra de 20.000 pessoas e perdeu 575 pessoas durante a guerra, na maioria entre 20 e 30 anos. Mais de 1.500 pessoas foram deportadas para a Sérvia ou para o interior da Alemanha Nazista. Cerca de 300 pessoas foram internadas e cerca de 1.000 pessoas foram presas nas prisões de Celje. Um número desconhecido de cidadãos foi forçado a se alistar no exército alemão. Cerca de 600 "crianças roubadas" foram levadas para a Alemanha Nazista para germanização. Um monumento em Celje chamado Vojna in mir (Guerra e Paz) do escultor Jakob Savinšek, comemora a era da Segunda Guerra Mundial.
Após o fim da guerra, a porção restante da população de língua alemã foi expulsa. Trincheiras anti-tanque e outros locais foram usados para criar 25 sepulturas em massa em Celje e seus arredores imediatos e foram preenchidos com membros da milícia croata, sérvia e eslovena que colaboraram com os alemães, bem como civis étnicos alemães de Celje e áreas circundantes.

### Eslovênia Independente
Celje tornou-se parte da Eslovênia independente após a Guerra dos Dez Dias em 1991. Em 7 de abril de 2006, Celje tornou-se sede de uma nova Diocese de Celje, criada pelo Papa Bento XVI dentro da Arquidiocese de Maribor.